# Milà-Sanremo 1956
La Milà-Sanremo 1955 fou la 46a edició de la Milà-Sanremo. La cursa es disputà el 19 de març de 1955 i va ser guanyada pel belga Alfred de Bruyne, que s'imposà en solitari a la meta de Sanremo.
203 ciclistes hi van prendre part, acabant la cursa 110 d'ells.

## Classificació final
|    | Ciclista          | Equip                     | Temps      |
| -- | ----------------- | ------------------------- | ---------- |
| 1  | Alfred de Bruyne  | Mercier-Hutchinson-BP     | 6h 57' 10" |
| 2  | Fiorenzo Magni    | Nivea-Fuchs               | + 46"      |
| 3  | Joseph Planckaert | Elve-Peugeot              | + 50"      |
| 4  | Willy Vannitsen   | Faema-Guerra              | + 01' 51"  |
| 5  | Donato Piazza     | Nivea-Fuchs               | m. t.      |
| 6  | Mario Baroni      | Nivea-Fuchs               | m. t.      |
| 7  | Germain Derijcke  | Van Hauwaert-Faema-Guerra | m. t.      |
| 8  | Arrigo Padovan    | Atala                     | m. t.      |
| 9  | Giorgio Albani    | Legnano                   | m. t.      |
| 10 | Stan Ockers       | Elve-Peugeot              | m. t.      |